# Paralimnus taeniatus
Paralimnus taeniatus är en insektsart som beskrevs av Rauno E. Linnavuori 1961. Paralimnus taeniatus ingår i släktet Paralimnus och familjen dvärgstritar. Inga underarter finns listade i Catalogue of Life.